# Marshal Law
Marshal Law è un fumetto britannico di supereroi creato da Pat Mills e Kevin O'Neill. Uno dei primi personaggi di proprietà degli autori per una grande casa editrice, venne prima pubblicata dalla Epic Comics nel 1987 e in Italia dalla Play Press. La serie è una satira sul genere dei supereroi e di specifici personaggi in particolare.

## Storia di pubblicazione
Marshal Law iniziò in Epic Comics nell'Ottobre 1987 in una miniserie di sei numeri. La serie si è rivelata popolare anche se ha sofferto di ritardi di spedizione, e venne seguita dal one-shot Marshal Law Takes Manhattan dove i personaggi della Marvel vengono parodiati in maniera spietata.
Nel 1991, Mills e O'Neill portarono il personaggio alla Apocalypse Comics per uno special e poi per una serie principale sul settimanale Toxic!. Quest'ultimo ebbe vita breve e la Apocalypse Comics andò in bancarotta nel 1992, lasciando incompiuta la nuova serie di storie. Mills e O'Neill portarono Marshal Law alla Dark Horse Comics dove la storia iniziata in Toxic! venne completata nel 1992. Lo stesso anno vide il personaggio tornare momentaneamente alla Epic Comics per una miniserie di due numeri dove affrontava Pinhead di Hellraiser.
L'anno seguente Marshal Law apparve in vari cross over con personaggi come Savage Dragon e The Mask. Nell'anno 2000 Mills e O'Neill trasferirono il personaggio a Cool Beans World, un sito internet che conteneva i lavori di Simon Bisley. Qui apparvero storie di Marshal Law intitolate "The Day Of The Dead" e "Cloak Of Evil"; il sito chiuse nel 2002. Nel 2015 Marshal law venne messo anche nei diritti DC COMICS e definendolo il primissimo fumetto dei super eroi carogna della DC COMICS che doveva essere the boys quando era della WildStorm e alla fine la black label DC Marshal law e stato messo nel 2018

## Trama
L'omonimo protagonista, Marshal Law, è il cacciatore di supereroi (detto anche Cape Killer) con superpoteri al servizio del governo nella città di San Futuro, una metropoli costruita sulle rovine di San Francisco distrutta da un terremoto. Il lavoro di Law consiste nell'uccidere supereroi impazziti, il che lo fa con estremo piacere. Aiutato dal ragazzo sulla sedia a rotelle Danny e dall'enorme, ma ben educato, Kiloton, Marshal opera da un distretto di polizia segreto nascosto sotto la città, dispensando una giustizia abbastanza brutale per tenere in riga gli individui dotati di superpoteri e salvaguardare i comuni cittadini.
L'identità segreta di Marshal Law è Joe Gilmore, un ex supersoldato consumato da un odio nei confronti di sé stesso per essere un supereroe. In questo mondo, i supereroi sono comuni grazie a l'ingegneria genetica a cui si è sottoposta parte delle forze armate statunitensi. Ma mentre i loro corpi sono diventati potenti, le loro menti sono rimaste identiche a prima e, in molti casi, l'incapacità di provare dolore porta gli individui a compensare infliggendo dolore agli altri. Una psicosi di vari gradi è un comune effetto collaterale e alcuni individui sviluppano super poteri incontrollabili.
La trama della prima miniserie si svolge attraverso i tentativi di Law di smascherare Sleepman, un serial killer che uccide le donne che si vestono come Celeste, la fidanzata di Public Spirit. Marshal Law, che considera Public Spirit come il monumento per tutto ciò che è fraudolento e ipocrita nei supereroi, sospetta che lo stesso Spirit sia il responsabile dei crimini di Sleepman; senza prove, comunque, il colpevole rimane impunito fino a una sorprendente rivelazione da una ex supereroina che dimostra che i sospetti di Marshal non sono così distanti dalla realtà.